# Klokan bažinný
Klokan bažinný (Wallabia bicolor), někdy nazývaný též klokan černoocasý, je druh menšího klokana žijící ve východní Austrálii v tropických a mírných lesích. Jedná se o jediného zástupce rodu Wallabia. Na rozdíl od jiných menších klokanů se pohybuje tak, že hlavu drží nízko a ocas rovně dozadu. Živí se různými rostlinami včetně pro lidi jedovatými, např. australským bolehlavem. Jeho nepřáteli jsou především dingo a také liška obecná. Na rozdíl od jiných klokanů běžně vyhledává ochlazení ve vodě.

## Výskyt
Klokan bažinný je východoaustralský endemit. Severní cíp výskytu druhu představuje Yorský poloostrov, odkud se areál rozšíření táhne podél pobřeží na jih až k Victorii a jihovýchodní Jižní Austrálii. Obývá i některé ostrovy Queenslandu jako jsou Fraser, Bribie, Moreton, a Severní a Jižní Stradbroke. Vyskytuje se od hladiny moře do 1800 m n. m.

## Popis
Samec dorůstá délky 85 cm a jeho ocas až k 86 cm, váha samce může být až 20 kg. Samice bývá vysoká až 75 cm, její ocas je až 73 cm dlouhý a samice může dosahovat váhy až 15 kg. Klokan bažinný má hnědočernou srst a mnohem tmavší obličej, čenich, přední a zadní nohy a ocas. Přední nohy jsou slabé a slouží hlavně k manipulaci s potravou. Zadní nohy jsou silné, palec je zakrněný a ostatní prsty srostlé. Naspodu těla má jeho srst oranžový nádech a častý je i žlutý proužek na tvářích.

## Biologie

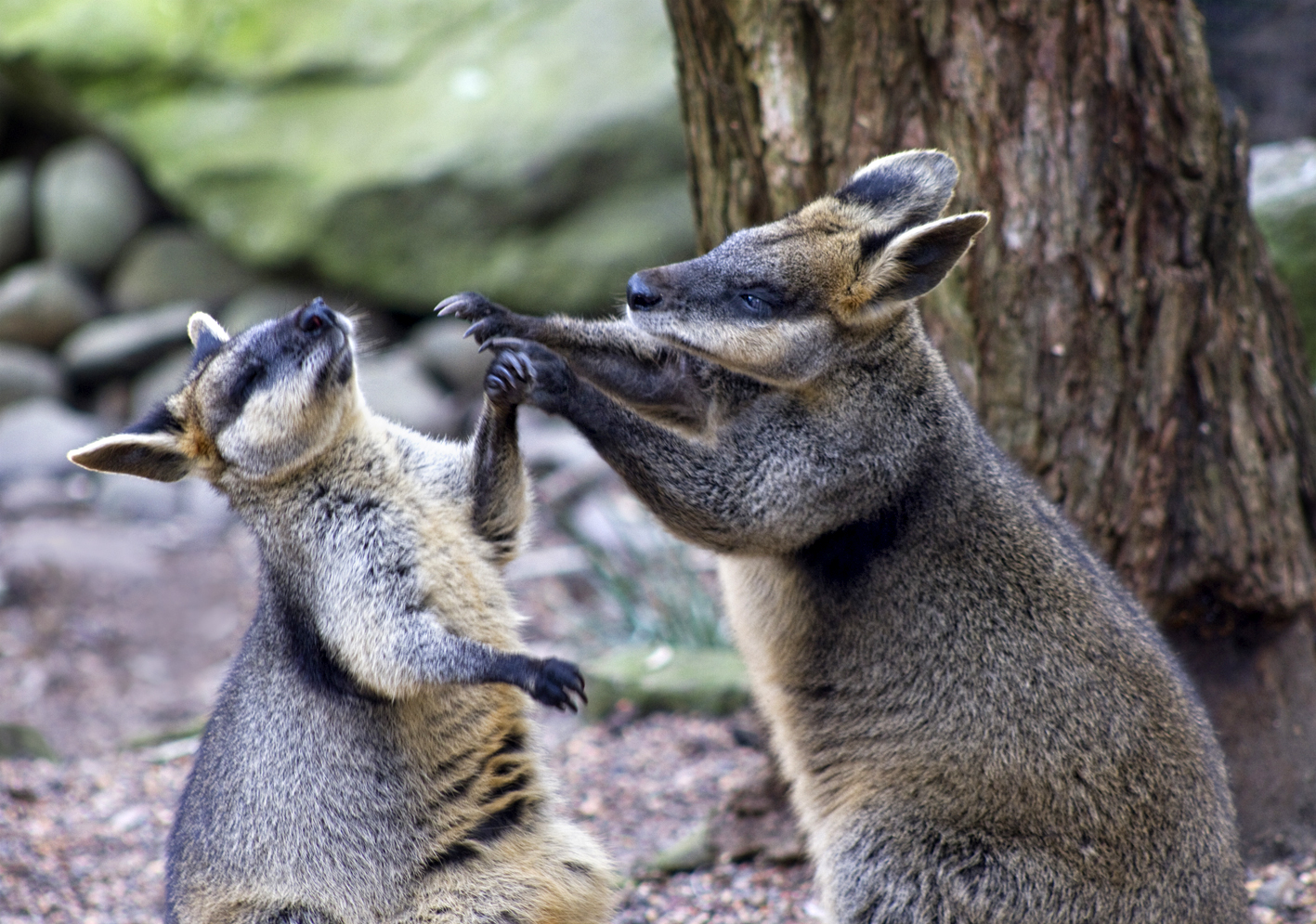
Interakce páru klokanů bažinných

Může být aktivní ve dne i v noci. Zatímco ve dne se sdružuje hlavně v husté vegetaci, v noci vylézá na otevřenější prostranství, kde se pase. Jedná se převážně o samotářské zvíře s domovskými okrsky o 6 nebo více hektarů. Živí se býložravě, vedle nativních rostlin se může pást i na zemědělských plodinách nebo nepůvodních dřevinách jako jsou borovicové sazenice.

### Rozmnožování
Rozmnožuje se po celý rok. Samice je březí 33–38 dní, rodí 1 mládě, které nosí 8–9 měsíců ve vaku, nicméně klokáně bývá kojeno i po opuštění vaku až do věku 15 měsíců. Může znovu zabřeznout už 7 dní předtím, než porodí předchozího potomka. Dožívá se až 15 let.

## Chov
K srpnu 2023 byl klokan bažinný chován ve 21 evropských zoo. Nejvíce je zastoupen v Nizozemsku a Německu (po pěti zoo). V Česku jej chovají 4 zařízení:
- Zoo Brno (od 2017)
- Zoo Plzeň (od 2013)
- Zoo Praha (od 2012/2013)
- Zoopark Nehvizdy (od 2023)

### Chov v Zoo Praha
Tento druh je chován v Zoo Praha od roku 2012/2013 v horní části zoo v komplexu expozic zaměřených na australská zvířata. První odchov se podařil v roce 2015, další v roce 2016. Ke konci roku 2017 byli chováni tři jedinci. V roce 2018 bylo odchováno jedno mládě, a tak na konci roku 2018 byli chováni čtyři tito vačnatci. Klokan bažinný se narodil v lednu 2019 a v průběhu roku přibyl ještě jeden odchov. Další mládě přišlo na svět v dubnu 2020. V květnu 2020 byla dovezena samice ze Zoo Brno a další následovala z mnichovského Tierparku Hellabrunn v červenci téhož roku.